# Галшка Гулевичівна
Єлизавета (також Галшка, Гальшка, Алжбета від ст.-пол. Halszka, Halżbieta та ст.-укр. Галъшка, Алжка, Гальзка, Алжбѣта, Елизавета) Василівна Гулевич, відома як Галшка Гулевичівна (бл. 1575 або 1577 — 1642, Луцьк, Волинь) — представниця старовинного українського шляхетського роду Гулевичів, меценатка, фундаторка Київського Братського Богоявленського монастиря та Київської братської школи, від якої веде історію Києво-Могилянська академія. Заповідала також гроші Луцькому братству. Опікувалась розвитком духовності та освіти.

## Життєпис

### До 1615 року
Походила зі впливового шляхетського роду Гулевичів, відомого з XV століття, представники якого посідали різні уряди на Волині та інших землях Речі Посполитої, досягали високих церковних посад, володіли населеними пунктами. Ймовірно походили з Галичини.
Дід Галшки Гулевичівни, Федір (Феодосій) Гулевич, був волинським зем’янином, пізніше висвячений на православного Луцького й Острозького єпископа, мав п'ять синів. Батько Галшки Василь був володимирським підстаростою та волинським войським. Від трьох його жінок, окрім Галшки, у нього були сини Андрій, Михайло, Василь і Бенедикт, доньки: Марія і Ганна. Галшка народилася, ймовірно, у його селі Затурці на Волині у 70-х роках XVI століття. 
У 1594 році Галшка одружилася з Криштофом Потієм, сином Іпатія Потія — берестейського земського судді (1580–1588) і каштеляна (1588–1593), православного єпископа Володимирського і Берестейського (з 1593), одного з головних ініціаторів Берестейської унії, згодом унійного митрополита Київського і Галицького. Після ранньої смерті чоловіка, Галшка Гулевичівна виховувала доньку Катерину, 1615 року віддала заміж за оршанського хорунжого Миколу Млечка.
У 1601/1602 році одружилася вдруге зі Стефаном Лозкою, мозирським маршалком. Галшці на той час було близько 30 років, Стефану — 60. Мали сина Михайла, мешкали в родинній садибі в Києві на Подолі, неподалік міської ратуші.

### Дарча
Наприкінці XVI — початку XVII століть на українських землях виникають друкарні та школи. На їх підтримку розгортається благодійництво, до якого, як вважається, долучилась і Галшка.
14 жовтня 1615 року склала й підписала дарчу (фундуш), яку 15 жовтня внесено до київських гродських книг. Таким чином дарча набула юридичної сили. У дарчій вона відписала свою садибу із землями у Києві для заснування нового монастиря, шпиталю і школи для дітей всіх станів. У дарчій зазначалось:
|  | Я, Галшка Гулевичівна, дружина його милості пана Стефана Лозки, маршалка Мозирського, за згодою його милості на все нижче викладене, будучи здорова тілом і розумом, явно добровільно усвідомлюю цим моїм добровільним листом, що я, живучи постійно у давній святій православній вірі Східної Церкви і побожною ревністю палаючи до неї, з любові й приязні до братів моїх — народу руського і для спасіння душі своєї з давнього часу умислила Церкві Божій добро учинити <...> Даю, дарую і записую правовірним і благочестивим християнам народу руського в повітах Київського, Волинського і Брацлавського станом духовним і світським: інокам, священникам і дияконам чину чернечого і чину мирського, сіятельним княжатам, вельможним панам, шляхті і всякого іншого звання і стану людям руським... |

Як і належало, в дарчій зазначалися межі дарованої маєтності, що була розташована недалеко від Контрактової площі. У дарчій Галшка обумовлювала призначення фундушу;
|  | Все сіє — на монастир ставропігійський спільного життя по чину Василя Великого, такожі на школу дітям, тако шляхецьким, яко міщанським, і на всякий інший спосіб богоугодного життя, котрий би <...> слугував вихованню й подаванню наук учтивих дітям народу християнського, а при цьому й на гостинницю странників духовних <...> з тим, щоб монастир, і школа, і весь чин керувався законом Східної Церкви Грецького обряду. |

Завдяки пожертві Галшки Гулевичівни ініціатори Київського братства отримали садибу з землею в Нижньому Києві, тобто на Подолі, для влаштування монастиря та школи. Розбудовою монастиря займався печерський чернець, засновник низки монастирів на українських землях Ісая Копинський, ім'я якого згадує Галшка у своїй дарчій. Школа могла розміститися в будинку Галшки Гулевичівни та Стефана Лозки, проте у самій дарчій про будівлі на «дворі із пляцом» не згадано. Пожертвою своєї садиби Галшка Гулевичівна зробила можливим відкриття Київської братської школи, якій після реформи Петра Могили довелося відіграти важливу роль в історії української освіти та культури.

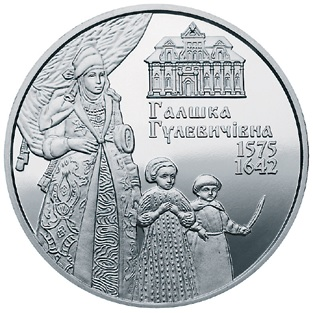
Реверс ювілейної монети «Галшка Гулевичівна» від Нацбанку, 2015 рік

Оригінал дарчого документу історикам невідомий, так само не виявлено копії Галшчиної дарчої XVII століття. Найдавніший документ — це рукописна копія з копіарія Києво-Братського монастиря другої половини XVIII століття, що зберігається у Центральному державному історичному архіві. Його у 1774 році київський митрополит Гавриїл передав Святійшему Синоду разом з копіями інших документів, що зберігалися в Києво-Могилянській академії. З цих копій київський митрополит Євгеній склав збірник, який до початку ХХ століття зберігався в бібліотеці Київської духовної академії. Список з дарчої вперше було опубліковано у 1846 році. Пізніше він неодноразово передруковувався та аналізувався істориками (наприклад, у працях Віктора Аскоченського,  Миколи Мухіна, Степана Голубєва, Федора Титова).
Дослідник Максим Яременко зауважив, що до середини XVIII століття заснування академії пов'язували не з нею, а з митрополитом Петром Могилою та гетьманом Петром Сагайдачним. Про Галшку вперше «згадали» у середині 1760-х років, коли професори академії зіткнулись з проблемою — прагненням козацької старшинської еліти кардинально реформувати академію, перетворивши її на університет. Своє втручання у справи закладу, що перебував у церковній юрисдикції, козаки пояснювали тим, що його заснував Сагайдачний. Це змусило могилянців вдатись до глибших пошуків свого коріння, одним із результатів цього і стала поява в історії Київської академії постаті Галшки, як фундаторки школи. Історія з дарчою могла допомогти довести, що академія заснована не гетьманом, що її фундаторами були не козаки, а шляхетна пані. Яременко також звернув уваги на те, що немає жодних свідчень, окрім запевнення професорів, що оригінальна дарча фігурувала в якихось справах, що потребували залучення документів Академії та Братського монастиря.

### Повернення до Луцька
Після смерті другого чоловіка, у 1618 році, Галшка Гулевичівна стала опікуном свого сина. Михайло став власником батьківського Рожева після 1628 року. Залишивши всі маєтності своєму синові, Галшка Гулевичівна повернулася до Луцька, де пройшли останні роки її життя. Збереглися документи про судово-земельні справи Галшки, про маєтності, про те, що син Михайло перейшов на католицтво. У Луцьку Галшка Гулевичівна брала активну участь у житті Луцького Хресто-Воздвиженського братства, а в 1641 році — незадовго до смерті — склала заповіт, у якому заповідала майже всі свої кошти та ті, що їй заборгували, на потреби Луцького братського монастиря та його церкви.
Галшка Гулевичівна померла в 1642 році. Похована в крипті Луцької братської Хрестовоздвиженської церкви.

## Будинок Галшки Гулевичівни в Києві

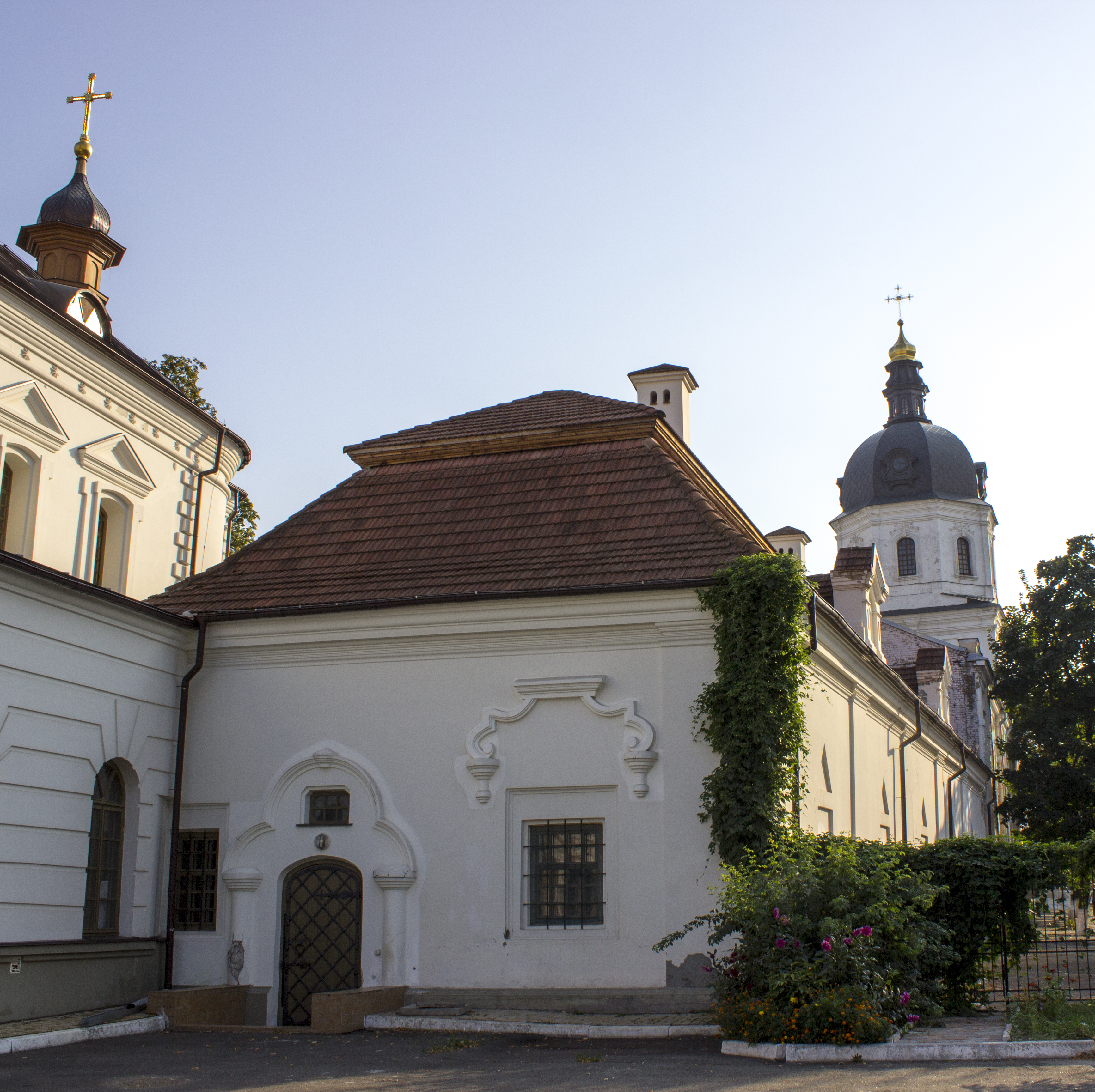
Східна сторона будинку Галшки у Києві

На думку дослідниці Зої Хижняк, школа, яку фундувала Галшка Гулевичівна, могла розміститися безпосередньо в будинку, який належав Галшці. Дослідники Юрій Лосицький та Лариса Толочко локалізують «Кам'яницю» Галшки Гулевичівни на місці Благовіщенської церкви та поварні Братського монастиря, які з подальшими перебудовами зберігались до наших днів і розташовані на Подолі на території Національного університету «Києво-Могилянська академія» за адресою: вул. Григорія Сковороди, 2. На думку дослідників будинок є типовим зразком української архітектури XVI ст. – будинком «на дві половини». Споруда – цегляна, тинькована, зі склепінчастим підвалом, прямокутна у плані. Однак археологічне вивчення «поварні» не виявило будівельних матеріалів, давніших за межу XVII–XVIII століть, її фундаменти і стіни викладені з однакової червоної цегли .

## Вшанування пам'яті

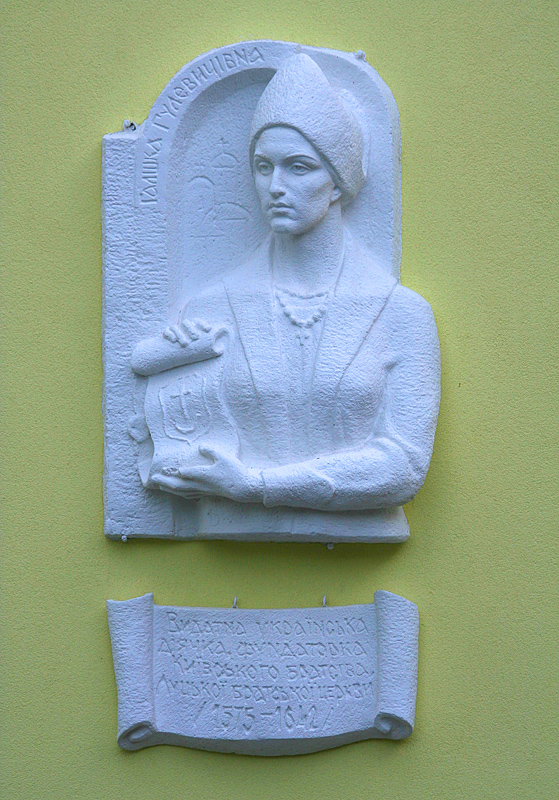
Барельєф Галшки Гулевичівни на Хрестовоздвиженській церкві у Луцьку

- 1992 року встановлено барельєф Галшки Гулевичівни на фасаді Староакадемічного корпусу Києво-Могилянської академії[21].
- По смерті Галшки Гулевичівни не залишилося жодного її живописного чи графічного портрету. За ініціативи подружжя Наталі та Івана Даниленків зі Сполучених Штатів Америки у 1997 році в Національному університеті «Києво-Могилянська академія» був проведений конкурс на створення уявного портрету Галшки Гулевичівни, учасники якого представили свої твори на виставці «Образ жінки — образ нації». У конкурсі взяли участь майже 30 художників, серед яких професійні майстри та студенти Києво-могилянської академії[22].
- 1999 року введено в обіг марку «Галшка Гулевичівна» з серії «Славетні жінки України» авторства Олексія Штанка[23].
- 2001 року за ініціативи Союзу Українок на стіні Хрестовоздвиженської церкви у Луцьку встановлено меморіальну дошку на честь Галшки Гулевичівни[24].Гранітний барельєф Галшці на фасаді Староакадемічного корпусу Києво-Могилянської академії

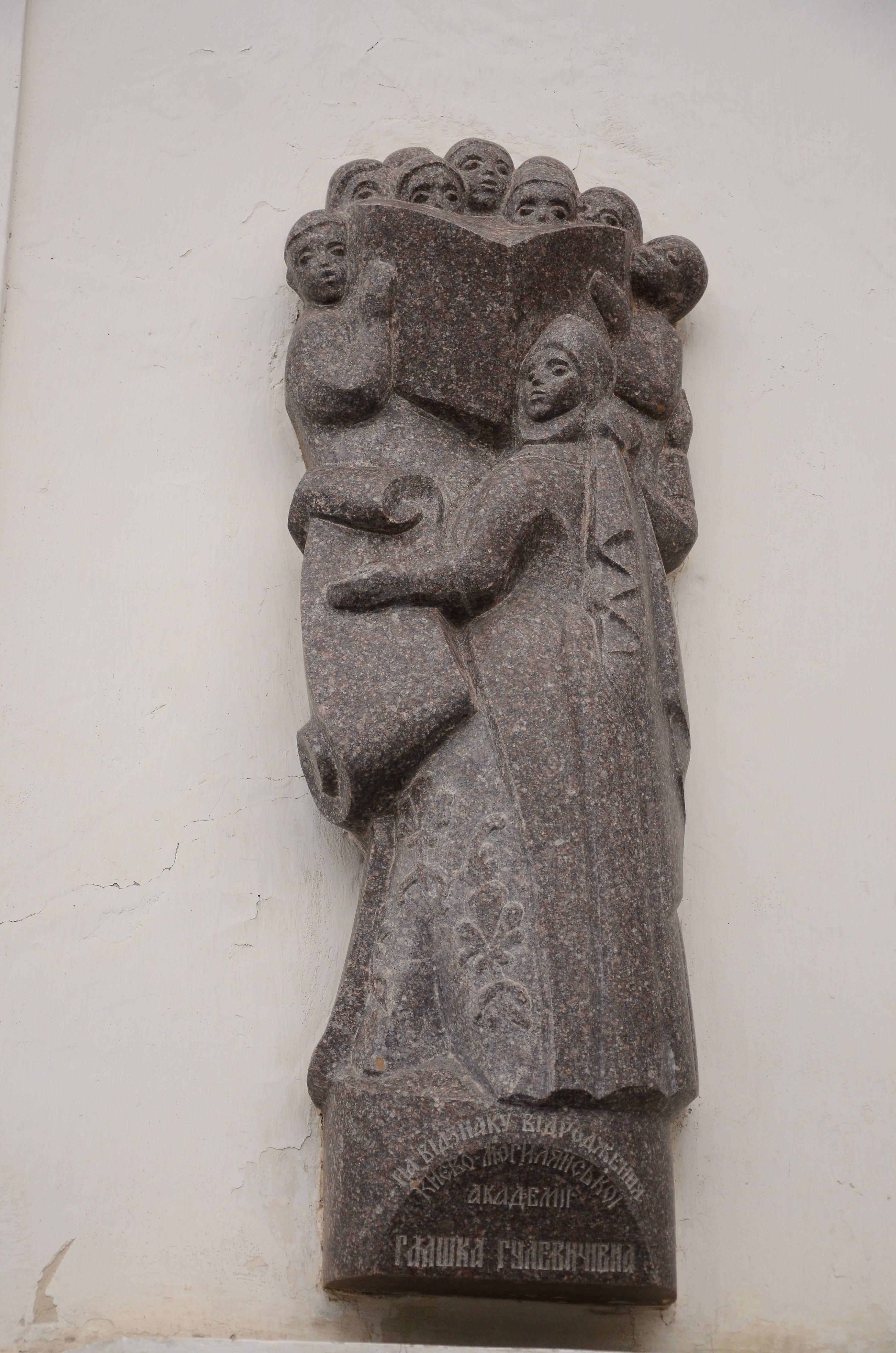
Гранітний барельєф Галшці на фасаді Староакадемічного корпусу Києво-Могилянської академії

- 2007 року давню Вірменську вулицю Луцька перейменували на честь Галшки[25].
- 2015 року Національним банком України введено в обіг монету номіналом 2 гривні, присвячену Галшці Гулевичівні[26].
- 2015 року було введено в обіг поштовий блок «Національний університет „Києво-Могилянська академія“. 400 років» виготовлений Укрпоштою. На марці зображена Галшка Гулевичівна в колі спудеїв Києво-Могилянської академії, а також інших діячів академії[27]. Автор — Микола Кочубей.
- 22 листопада 2021 року Галшку було канонізовано як святу, Священний синод Православної церкви України надав благословення на її місцеве вшанування в єпархіях на території історичної Волині та у Києві[28]. 3 лютого 2022 року Галшку причислено до лику святих як святої праведної Єлизавети Гулевич. Днем вшанування встановлено 5 (18) вересня[29].
- У листопаді 2021 року у Києві (за адресою: вул. Іллінська, 8, на розі з вул. Братською)  встановлено мініскульптуру проєкту «Шукай» «Галшка Гулевичівна» (скульптор Юрій Білявський)[30].
- У 2022 році провулок Столєтова у  місті Київ перейменували на провулок Галшки Гулевичівни[31].
- 15 жовтня, день підписання дарчої, є академічним святом Національного університету «Києво-Могилянська академія» — Днем академії. Від цієї події університет веде свою хронологію[32][33].
- Один з юнацьких пластунських куренів станиці Трускавець названий іменем Галшки Гулевичівни[34].

У літературі
- 1968 року вийшла книга Сергія Плачинди «Неопалима купина», де художньо осмислюється постать Галшки Гулевичівни.
- 1992 року вийшов роман української письменниці Олександри Богданової «Возлюбленная патриарха», де Галшка є ліричною героїнею[35].
- У 1930-х роках Зінаїда Тулуб розпочала написання історичного роману «Людолови», який виходив також в скороченій версії під назвою «Сагайдачний». Галшка та її син є героями першого тому роману[36].